# Болотов Геннадій Георгійович
Генна́дій Гео́ргійович Бо́лотов (27 вересня 1939, Владивосток, Російська РФСР — 7 жовтня 2004, Київ, Україна) — радянський і український актор театру, кіно та дубляжу, сценарист. Заслужений артист УРСР (1987).

## Біографія
У 1957–1966 роках працював в Архангельському театрі драми імені М. В. Ломоносова, спочатку у допоміжному складі, потім — одним з провідних майстрів театру.
У 1981 році закінчив Київський державний інститут театрального мистецтва імені Івана Карпенка-Карого.
З 1960 року почав зніматися в кіно. Займався дубляжем.

## Фільмографія
- 1960 — Людина з майбутнім — робочий
- 1961 — Два житті — епізод
- 1964 — Повість про Пташкіна — шофер
- 1965 — Гадюка — епізод
- 1972 — Бій після перемоги — супроводжуючий Кремера
- 1973 — Не мине і року... — Орлов
- 1973 — Вогонь
- 1973—1975 — Дума про Ковпака — партизан / льотчик Іван Тимофійович Єгоров
- 1974 — Біле коло — епізод
- 1974 — Таємниця партизанської землянки — епізод
- 1975 — Хвилі Чорного моря — гайдамак
- 1975 — Ви Петька не бачили? — колгоспник
- 1975 — Порт — полонений
- 1976 — Бути братом — доктор
- 1976 — Місце спринтера вакантне — епізод
- 1976 — Свято печеної картоплі — епізод
- 1976 — Така вона, гра — помічник Басова
- 1976 — Щедрий вечір — епізод
- 1977 — Ненависть — епізод
- 1977 — Право на любов — епізод
- 1977 — Рідні — Анатолій Васильович
- 1977 — Талант — Меркулов
- 1978 — Спокута чужих гріхів — барон
- 1978 — Напередодні прем'єри — актор
- 1978 — Незручна людина — Юрій Юрійович Трошин, начальник планового відділу
- 1978 — Підпільний обком діє — епізод
- 1979 — Вавилон XX — куркуль
- 1979 — Дачна поїздка сержанта Цибулі — ординарець полковника
- 1979 — Смужка нескошених диких квітів — епізод
- 1979 — Сімейне коло — товариш по службі Тетяни Михайлівни
- 1979 — Важка вода — штурман
- 1980 — Довгі дні, короткі тижні... — робочий, на зборах
- 1980 — Мужність — учасник зборів
- 1980 — Платон мені друг — учасник зборів
- 1980 — Квіти лугові — Іван Федорович, голова колгоспу
- 1981 — Дівчина і море — боцман Гнат Гнатич
- 1982 — Грачі — епізод
- 1982 — Якщо ворог не здається… — епізод
- 1982 — Жіночі радощі й печалі — старшина
- 1982 — Весільний подарунок — батько Оксани
- 1982 — Таємниці святого Юра — епізод
- 1983 — Весна надії — епізод
- 1984 — В лісах під Ковелем — Володимир Миколайович Дружинін, комісар загону
- 1984 — Якщо можеш, прости — Мощнов, актор у виставі
- 1984 — Найкращі роки — епізод
- 1984 — Твоє мирне небо
- 1985 — Контрудар — полковник
- 1985 — Ми звинувачуємо — А. І. Захаров
- 1985 — Подвиг Одеси — епізод
- 1985 — Стрибок
- 1986 — Запорожець за Дунаєм — Сакка-баші
- 1986 — Міст через життя — Щербина
- 1986 — Звинувачується весілля — гість
- 1987 — До розслідування приступити — епізод
- 1987 — Лейтенант С. — полковник
- 1988 — Штормове попередження — Петро Федорович Волокуша
- 1989 — На знак протесту — батько сержанта
- 1989 — Зайди в кожен дім — епізод
- 1989 — На прив'язі у злітної смуги
- 1989 — Театральний сезон — Віктор Миколайович
- 1990 — Війна на західному напрямку — полковник Малишев
- 1990 — Івін А. — офіцер
- 1990 — Тепла мозаїка ретро і ледь-ледь
- 1991 — Із житія Остапа Вишні
- 1990 — Імітатор — епізод
- 1991 — Козаки йдуть — епізод
- 1991 — Особиста зброя — Осипенко, генерал міліції
- 1994 — Притча про світлицю
- 2000 — Мийники автомобілів — епізод
- 2001 — Леді Бомж — епізод
- 2002 — Критичний стан — епізод
- 2004 — Небо в горошок — провідник
- 2006 — Богдан-Зиновій Хмельницький — епізод
- 2007 — Одна любов душі моєї — мельник

Сценарист і режисер-постановник:
- «Сільські бувальщини» (1991, «Укртелефільм»)